# Bois, Charente-Maritime

Bois este o comună în departamentul Charente-Maritime, Franța. În 1 ianuarie 2022 avea o populație de 519 de locuitori.